# Luis Álvaro de Oliveira Ribeiro
Luis Álvaro de Oliveira Ribeiro, também conhecido como LAOR (Santos, 16 de dezembro de 1942 — São Paulo, 16 de agosto de 2016), foi um sociólogo e empresário brasileiro do setor imobiliário.
Foi presidente do Santos Futebol Clube, tendo cumprido mandato entre dezembro de 2009 e maio de 2014 após suceder um mandato de dez anos de Marcelo Pirilo Teixeira.

## Biografia

### Início na política
Nascido em Santos, Luis Álvaro foi conselheiro do Santos FC por 17 anos (tendo renunciado ao cargo de conselheiro uma vez).
Luis Álvaro foi candidato à presidência do Santos FC em 2003 contra o empresário Marcelo Teixeira, tendo alcançado 990 votos (40% dos votantes). "Meu médico e minha família me chamaram de louco por assumir a candidatura, pois em julho de 2003 havia sofrido um enfarto e quatro paradas cardíacas. Mas o amor pelo Santos falou mais alto, e dois meses depois de ver a morte de perto eu estava lá como candidato", conta Luis Álvaro.

### Presidência do Santos
Em novembro de 2009, em eleição marcada por manifestações, o candidato da oposição venceu com 62% dos votos válidos, 1 882 votos, o maior quórum da história do clube, derrotando o mesmo Marcelo Teixeira, que desde então havia se mantido na presidência do clube. Além deste recorde, é também o mais rápido presidente campeão do Santos, feito alcançado ao conquistar o Campeonato Paulista de 2010, depois de apenas 30 partidas no total (23 pelo campeonato).

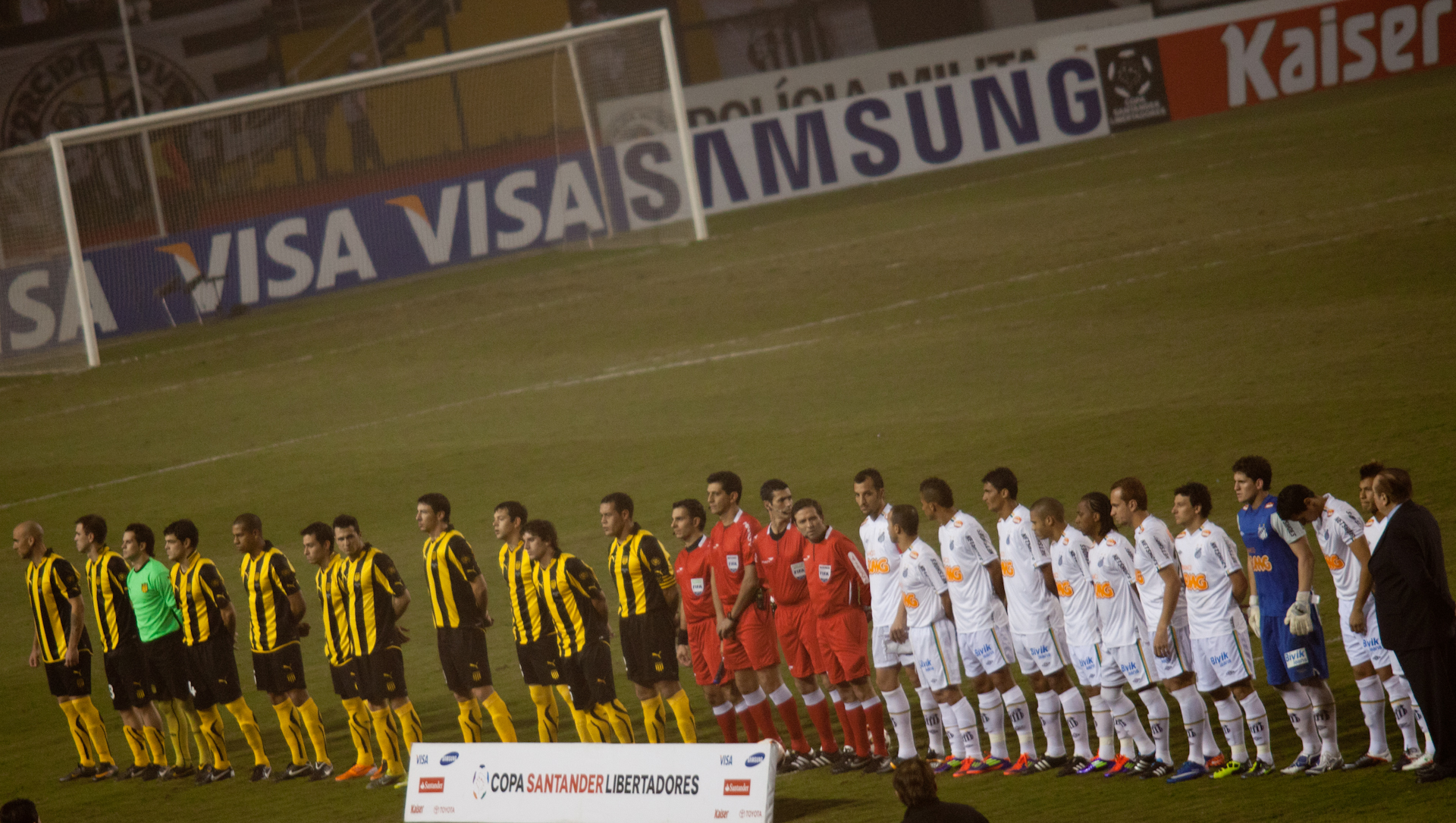
Equipes do Peñarol e do Santos perfiladas para a execução dos hinos antes da final da Libertadores no Estádio do Pacaembu

Luís Álvaro foi o 35° presidente do Santos Futebol Clube.
Um dos seus maiores feitos, logo no começo da gestão, foi a repatriação do ídolo Robinho, contratado por empréstimo junto ao Manchester City, da Inglaterra. Para obter êxito na negociação, Luis Álvaro contou com a ajuda de parceiros que, por meio de cotas, ajudaram a pagar os salários do atacante.
Após conquistar o Campeonato Paulista de Futebol estando por apenas cinco meses no comando executivo do Santos Futebol Clube, Luis Álvaro alcança outro feito notável: lidera o clube à sua segunda conquista no ano de 2010, a Copa do Brasil, título inédito para o Santos. Desde 1968, o Santos não conquistava dois títulos no mesmo ano.
Usando de sua habilidade e experiência no ramo dos negócios, LAOR contraria todas as expectativas e renova por cinco anos o contrato do atacante Neymar, que vinha sendo fortemente assediado pelo Chelsea para trocar o Santos pelo clube londrino. A negociação salarial foi feita nos mesmos moldes da que já havia rendido sucesso com Robinho. E ainda em 2010, antes de completar um ano de mandato, repatria mais um ídolo da torcida santista, um dos destaques do Brasil na Copa da África, Elano. LAOR estabeleceu importante participação na conquista da Taça Libertadores de 2011 vencida pelo Santos.
Por conta do título da Libertadores em 2011 foi reeleito com boa vantagem no mesmo ano da conquista continental, mas durante o período que esteve à frente do clube teve de se afastar diversas vezes para tratar da saúde e não cumpriu todo o seu mandato.

### Pós-presidência e morte
Em 15 de maio de 2014, após dois meses afastado da presidência santista, Luís Álvaro renunciou ao cargo por problemas de saúde. Disse, na carta de renúncia: "Lamento, constrangido, este ato extremo por conta do expressivo percentual de 87% dos sócios que me confiaram a reeleição, a quem peço desculpas".
Morreu na madrugada de 16 de agosto de 2016. Estava internado no hospital Albert Einstein para tratamento de um tumor no aparelho digestivo.

## Títulos

### Futebol masculino
- Copa Libertadores da América : 2011
- Recopa Sul-Americana: 2012
- Copa do Brasil: 2010
- Campeonato Paulista: 2010, 2011, 2012
- Copa São Paulo de Futebol Júnior: 2013, 2014

### Futebol feminino
- Torneio Internacional Interclubes de Futebol Feminino: 2011
- Copa Libertadores da América de Futebol Feminino: 2010
- Campeonato Paulista: 2010 e 2011[11]

### Futsal
- Liga Futsal: 2011[12]
- Copa Gramado: 2011[13]